# Karl von Lukas
Karl Albert Freiherr von Lukas (Lemberg, 7. rujna 1860. – Berlin, 8. ožujka 1932.) je bio austrougarski general i vojni zapovjednik. Tijekom Prvog svjetskog rata zapovijedao je 19. pješačkom divizijom i XXIV. korpusom na Istočnom i Talijanskom bojištu.

## Vojna karijera
Karl von Lukas je rođen 7. rujna 1860. u Lembergu. Pohađao je vojnu školu u St. Pöltenu, te Terezijansku vojnu akademiju u Bečkom Novom Mjestu. U kolovozu 1879. dostiže čin poručnika, te služi u 33. pješačkoj pukovniji. Od 1891. služi u stožeru najprije 29. pješačke brigade, te potom 24. pješačke divizije. U studenom 1893. promaknut je u čin satnika, nakon čega od 1895. ponovno služi u 33. pješačkoj pukovniji. Od 1896. ponovno se nalazi na službi kao stožerni časnik u 29. pješačkoj brigadi i 24. pješačkoj diviziji, da bi od 1902. služio u 3. pješačkoj pukovniji. U međuvremenu je, u svibnju 1897., unaprijeđen u čin bojnika, te u studenom 1900. u čin potpukovnika. 
Čin pukovnika dostiže u svibnju 1905. godine, dok od 1905. zapovijeda 73. pješačkom pukovnijom. Navedenom pukovnijom zapovijeda idućih pet godina, do 1910., kada je imenovan zapovjednikom 27. pješačke brigade, te promaknut u čin general bojnika. Od 1912. zapovijeda Časničkom školom u Theresienstadtu. U svibnju 1913. promaknut je u čin podmaršala, te imenovan zapovjednikom 19. pješačke divizije sa sjedištem u Plzenu na čijem čelu dočekuje i početak Prvog svjetskog rata.

## Prvi svjetski rat
Na početku Prvog svjetskog rata 19. pješačka divizija kojom je zapovijedao Lukas nalazila se u sastavu 4. armije kojom je na Istočnom bojištu zapovijedao Moritz Auffenberg. Zapovijedajući 19. pješačkom divizijom Lukas sudjeluje u Galicijskoj bitci i to najprije u Bitci kod Komarowa, te potom u Bitci kod Rava-Ruske. Lukas je 1. prosinca 1914. teško ranjen prilikom inspekcije prednjih linija bojišta. Ranjen je u bedro zbog čega mu je noga morala biti skraćena za 4 cm. 
Nakon oporavka, u studenom 1915. imenovan je vojnim guvernerom Praga. Navedenu dužnost obnaša do veljače 1917. kada postaje zapovjednikom XXIV. korpusa koji se nalazio na Talijanskom bojištu. Korpus se nalazio u sastavu Sočanske armije u sklopu koje sudjeluje najprije u Jedanaestoj bitci na Soči, te potom u Kobaridskoj ofenzivi. U međuvremenu je, u svibnju 1917., promaknut u čin generala pješaštva, te uzdignut u baruna. Zbog zdravstvenih razloga u ožujku 1918. napušta mjesto zapovjednika XXIV. korpusa, te preostali dio rata obnaša dužnost vojnog zapovjednika Graza.

## Poslije rata
Nakon završetka rata Lukas se prijavio da služi u vojci novoustrojene austrijske republike, ali u istu zbog svojih monarhističkih gledišta nije primljen tako da je umirovljen s 1. siječnjem 1919. godine. Mirovinu ne prima u Austrije, već od Poljske s obzirom na to da je rođen u Lembergu (današnjem Lvovu). Preselio se u Berlin gdje je i preminuo 8. ožujka 1932. godine u 72. godini života.

## Vanjske poveznice
(njem.) Karl von Lukas na stranici Weltkriege.at

(češ.) Karl von Lukas na stranici Valka.cz